# Caylus (Tarn-et-Garonne)
Pour les articles homonymes, voir Caylus.
Caylus, [kajlys] prononciation locale, anciennement Caylus-Bonnette, est une commune française située dans le nord-est du département de Tarn-et-Garonne, en région Occitanie.
Sur le plan géologique, historique et culturel, la commune est dans le causse de Caylus, au sud du causse de Limogne, occupant une situation de carrefour à la limite du Quercy et du Rouergue.
Exposée à un climat océanique altéré, elle est drainée par la Bonnette, la Seye, le ruisseau de Laval, le ruisseau de Poux Nègre, le ruisseau de Sietges et par divers autres petits cours d'eau. La commune possède un patrimoine naturel remarquable : un site Natura 2000 (le « causse de Gaussou et sites proches »), un espace protégé (l'« espace naturel du Four à pain ») et six zones naturelles d'intérêt écologique, faunistique et floristique.
Caylus est une commune rurale qui compte 1 463 habitants en 2022, après avoir connu un pic de population de 5 424 habitants en 1836. Ses habitants sont appelés les Caylusiens ou Caylusiennes.

## Géographie

### Localisation
Commune située en limite méridionale des causses du Quercy, proches des départements du Lot au nord et Aveyron à l'est. Elle a donné son nom au causse de Caylus.

### Communes limitrophes
Les communes limitrophes sont  Espinas, Ginals, Lacapelle-Livron, Lavaurette, Loze, Mouillac, Parisot, Puylaroque et Saint-Antonin-Noble-Val.
| Mouillac                            | Loze    | Lacapelle-Livron |
| Puylaroque                          | Caylus  | Parisot          |
| Lavaurette, Saint-Antonin-Noble-Val | Espinas | Ginals           |

### Hydrographie

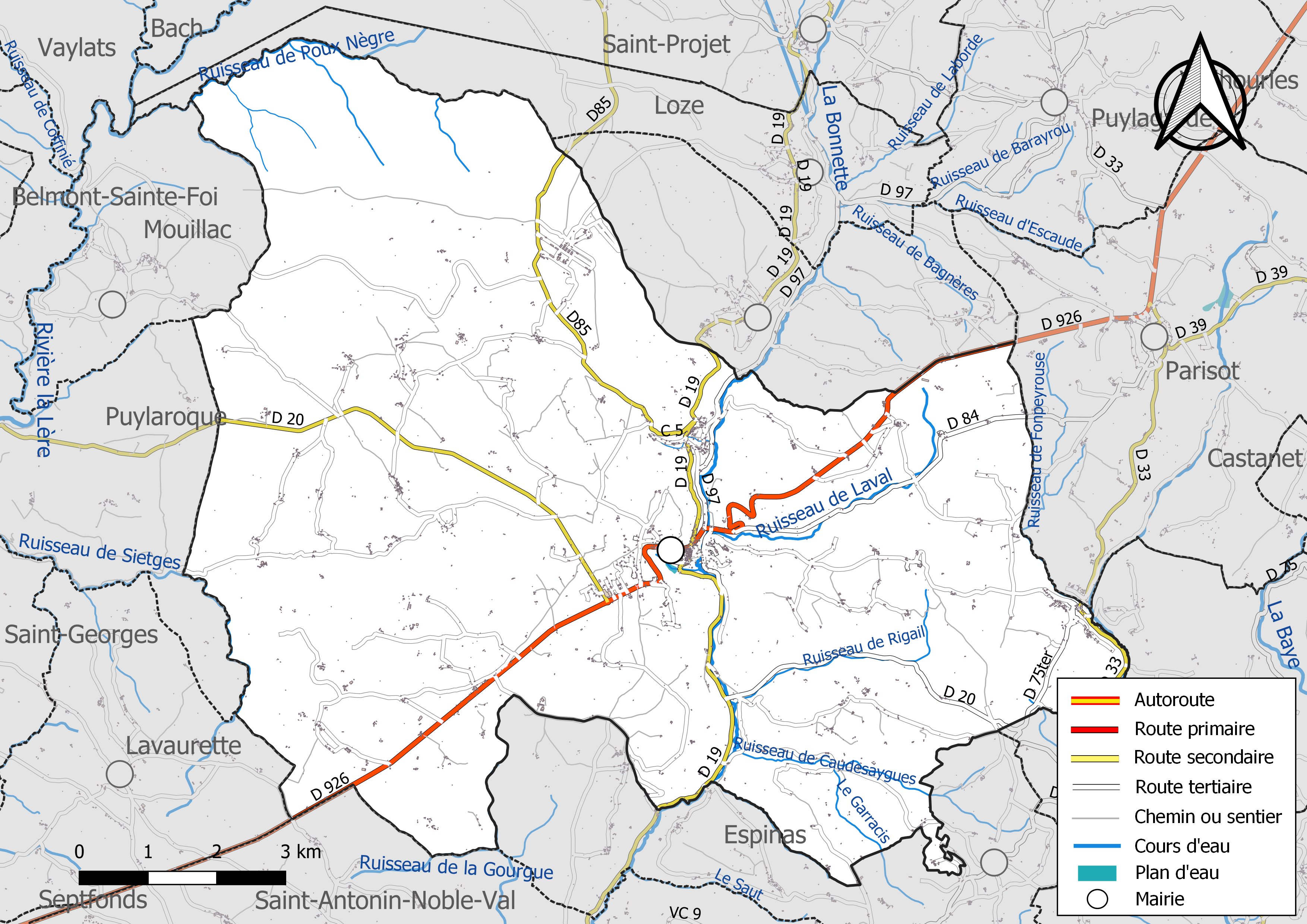
Réseau hydrographique de Caylus.

La commune est dans le bassin versant de la Garonne, au sein du bassin hydrographique Adour-Garonne. Elle est drainée par la Bonnette, la Seye, le ruisseau de Laval, le ruisseau de Poux Nègre, le ruisseau de Sietges, le Garracis, le ruisseau de Caudesaygues, le ruisseau de Fonpeyrouse, le ruisseau de Rigail et par divers petits cours d'eau, constituant un réseau hydrographique de 34 km de longueur totale,.
La Bonnette, d'une longueur totale de 24,9 km, prend sa source dans la commune de Puylagarde et s'écoule du nord-est au sud-ouest. Elle traverse la commune et se jette dans l'Aveyron à Saint-Antonin-Noble-Val, après avoir traversé 7 communes.
La Seye, d'une longueur totale de 18,6 km, prend sa source dans la commune de Parisot et s'écoule du nord-est au sud-ouest. Elle traverse la commune et se jette dans l'Aveyron à Varen, après avoir traversé 5 communes.

### Climat
Pour des articles plus généraux, voir Climat de l'Occitanie et Climat de Tarn-et-Garonne.
En 2010, le climat de la commune est de type climat du Bassin du Sud-Ouest, selon une étude du Centre national de la recherche scientifique s'appuyant sur une série de données couvrant la période 1971-2000. En 2020, Météo-France publie une typologie des climats de la France métropolitaine dans laquelle la commune est exposée à un climat océanique altéré et est dans la région climatique Aquitaine, Gascogne, caractérisée par une pluviométrie abondante au printemps, modérée en automne, un faible ensoleillement au printemps, un été chaud (19,5 °C), des vents faibles, des brouillards fréquents en automne et en hiver et des orages fréquents en été (15 à 20 jours).
Pour la période 1971-2000, la température annuelle moyenne est de 12,7 °C, avec une amplitude thermique annuelle de 16 °C. Le cumul annuel moyen de précipitations est de 851 mm, avec 10,5 jours de précipitations en janvier et 5,9 jours en juillet. Pour la période 1991-2020, la température moyenne annuelle observée sur la station météorologique installée sur la commune est de 13,0 °C et le cumul annuel moyen de précipitations est de 799,0 mm. 
La température maximale relevée sur cette station est de 41,7 °C, atteinte le 23 août 2023 ; la température minimale est de −14,7 °C, atteinte le 10 février 2012,,.
| Mois                                  | jan.           | fév.           | mars           | avril         | mai           | juin          | jui.          | août          | sep.          | oct.          | nov.          | déc.           | année      |
| ------------------------------------- | -------------- | -------------- | -------------- | ------------- | ------------- | ------------- | ------------- | ------------- | ------------- | ------------- | ------------- | -------------- | ---------- |
| Température minimale moyenne (°C)     | 1,4            | 0,9            | 3,6            | 6,5           | 9,1           | 13            | 14,7          | 14,4          | 11,6          | 9,2           | 5,1           | 2              | 7,6        |
| Température moyenne (°C)              | 5              | 5,6            | 8,9            | 12,2          | 15            | 19,5          | 21,5          | 21,1          | 18            | 14,3          | 9,1           | 5,8            | 13         |
| Température maximale moyenne (°C)     | 8,6            | 10,2           | 14,2           | 18            | 21            | 25,9          | 28,2          | 27,8          | 24,4          | 19,4          | 13            | 9,6            | 18,4       |
| Record de froid (°C) date du record   | −11,6 13.01.03 | −14,7 10.02.12 | −11,2 01.03.05 | −4 07.04.21   | −0,9 06.05.19 | 2,8 01.06.06  | 5,7 15.07.16  | 7 30.08.10    | 1,7 25.09.02  | −5,1 25.10.03 | −9,9 17.11.07 | −14,6 26.12.10 | −14,7 2012 |
| Record de chaleur (°C) date du record | 19 01.01.22    | 23,4 27.02.19  | 26,8 29.03.23  | 29,3 24.04.07 | 33,8 21.05.22 | 40,6 27.06.19 | 39,8 30.07.20 | 41,7 23.08.23 | 36,5 12.09.22 | 34,7 01.10.23 | 24,6 07.11.15 | 19,6 08.12.10  | 41,7 2023  |
| Précipitations (mm)                   | 79,8           | 50,4           | 69,4           | 77,3          | 83,2          | 67,5          | 48,5          | 58,9          | 51,1          | 64,8          | 73,5          | 74,6           | 799        |

| Diagramme climatique                                  |             |             |           |           |            |              |              |              |             |           |          |
| J                                                     | F           | M           | A         | M         | J          | J            | A            | S            | O           | N         | D        |
| 8,61,479,8                                            | 10,20,950,4 | 14,23,669,4 | 186,577,3 | 219,183,2 | 25,91367,5 | 28,214,748,5 | 27,814,458,9 | 24,411,651,1 | 19,49,264,8 | 135,173,5 | 9,6274,6 |
| Moyennes : • Temp. maxi et mini °C • Précipitation mm |             |             |           |           |            |              |              |              |             |           |          |

Les paramètres climatiques de la commune ont été estimés pour le milieu du siècle (2041-2070) selon différents scénarios d'émission de gaz à effet de serre à partir des nouvelles projections climatiques de référence DRIAS-2020. Ils sont consultables sur un site dédié publié par Météo-France en novembre 2022.

### Milieux naturels et biodiversité

#### Espaces protégés
La protection réglementaire est le mode d’intervention le plus fort pour préserver des espaces naturels remarquables et leur biodiversité associée,.
Un espace protégé est présent sur la commune :
l'« espace naturel du Four à pain », un terrain acquis (ou assimilé) par un conservatoire d'espaces naturels, d'une superficie de 4,2 ha.

#### Réseau Natura 2000

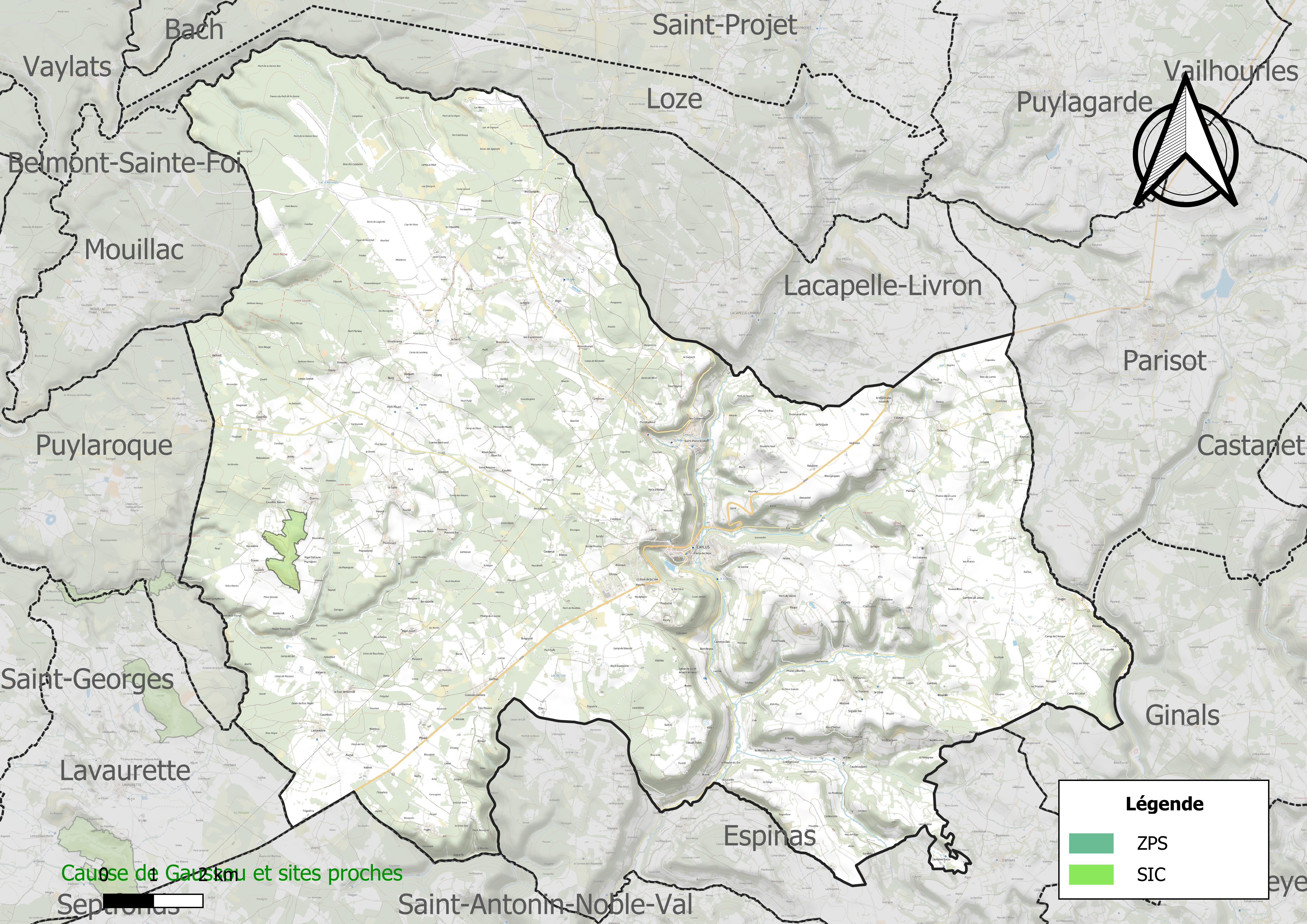
Site Natura 2000 sur le territoire communal.

Le réseau Natura 2000 est un réseau écologique européen de sites naturels d'intérêt écologique élaboré à partir des directives habitats et oiseaux, constitué de zones spéciales de conservation (ZSC) et de zones de protection spéciale (ZPS).
Un site Natura 2000 a été défini sur la commune au titre de la directive habitats : le « causse de Gaussou et sites proches », d'une superficie de 198 ha, un ensemble de petits causses sur sol karstique, argileux du bord du plateau du Quercy blanc. Il s'agit du site à orchidées le plus intéressant de Tarn-et-Garonne.

#### Zones naturelles d'intérêt écologique, faunistique et floristique
L’inventaire des zones naturelles d'intérêt écologique, faunistique et floristique (ZNIEFF) a pour objectif de réaliser une couverture des zones les plus intéressantes sur le plan écologique, essentiellement dans la perspective d’améliorer la connaissance du patrimoine naturel national et de fournir aux différents décideurs un outil d’aide à la prise en compte de l’environnement dans l’aménagement du territoire.
Quatre ZNIEFF de type 1 sont recensées sur la commune :
- les « bois d´Aubrelong, vallée de la Lère morte et vallons annexes » (1 470 ha), couvrant 8 communes dont trois dans le Lot et cinq dans le Tarn-et-Garonne[19] ;
- la « butte de Racanières et pech Cagnac - Caylus » (41 ha)[20] ;
- la « vallée de Saint Symphorien » (41 ha), couvrant 4 communes du département[21] ;
- la « vallée Sèche de Mouillagol et plateau de Ganiole » (458 ha), couvrant 3 communes du département[22] ;

et deux ZNIEFF de type 2, :
- le « causse de Caylus, vallée de Sietges et haute vallée de la Lère » (8 815 ha), couvrant 13 communes dont cinq dans le Lot et huit dans le Tarn-et-Garonne[23] ;
- la « vallée de la Bonnette et vallée de la Seye » (6 289 ha), couvrant 12 communes du département[24].

Carte des ZNIEFF de type 1 et 2 à Caylus.
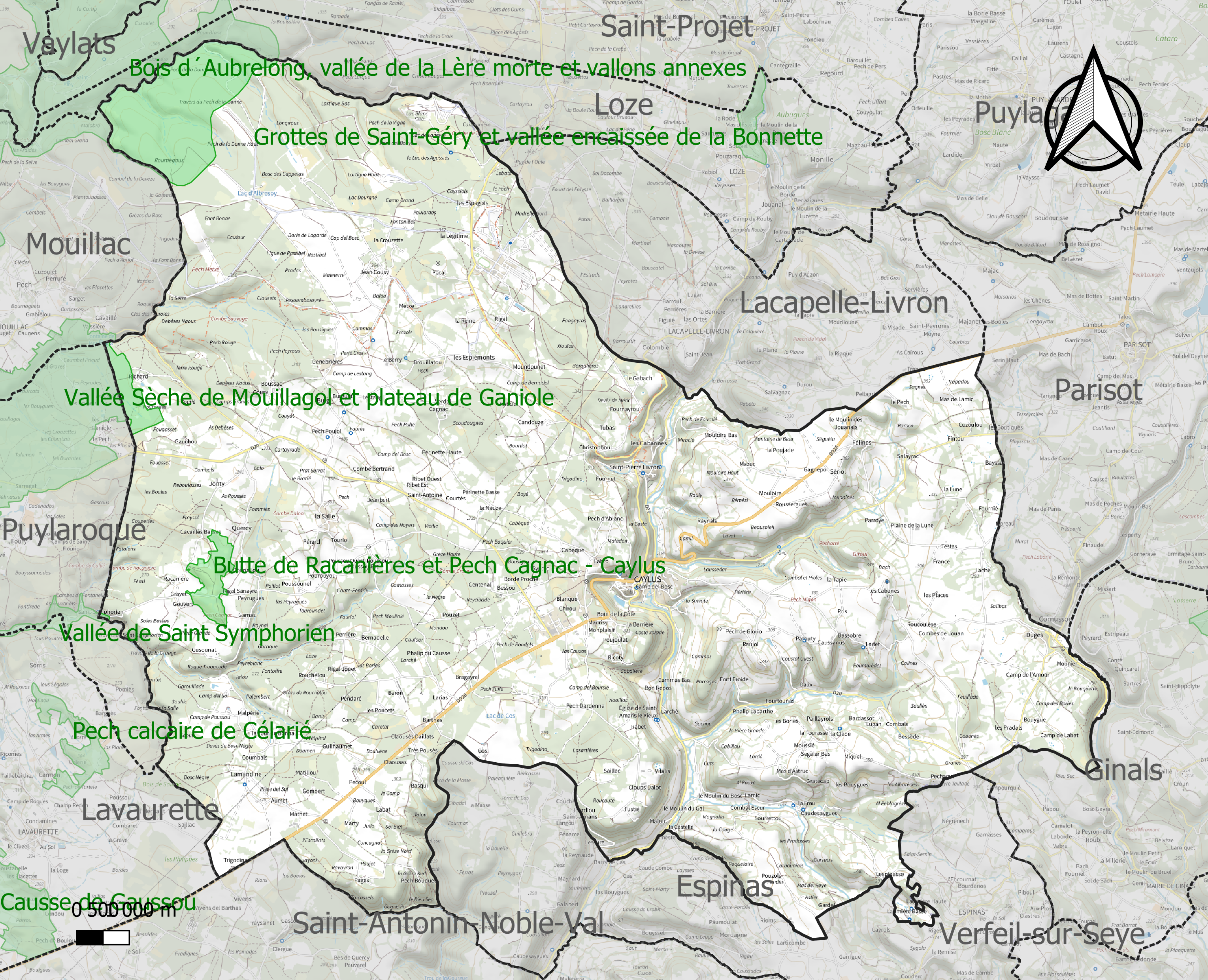
Carte des ZNIEFF de type 1 sur la commune.
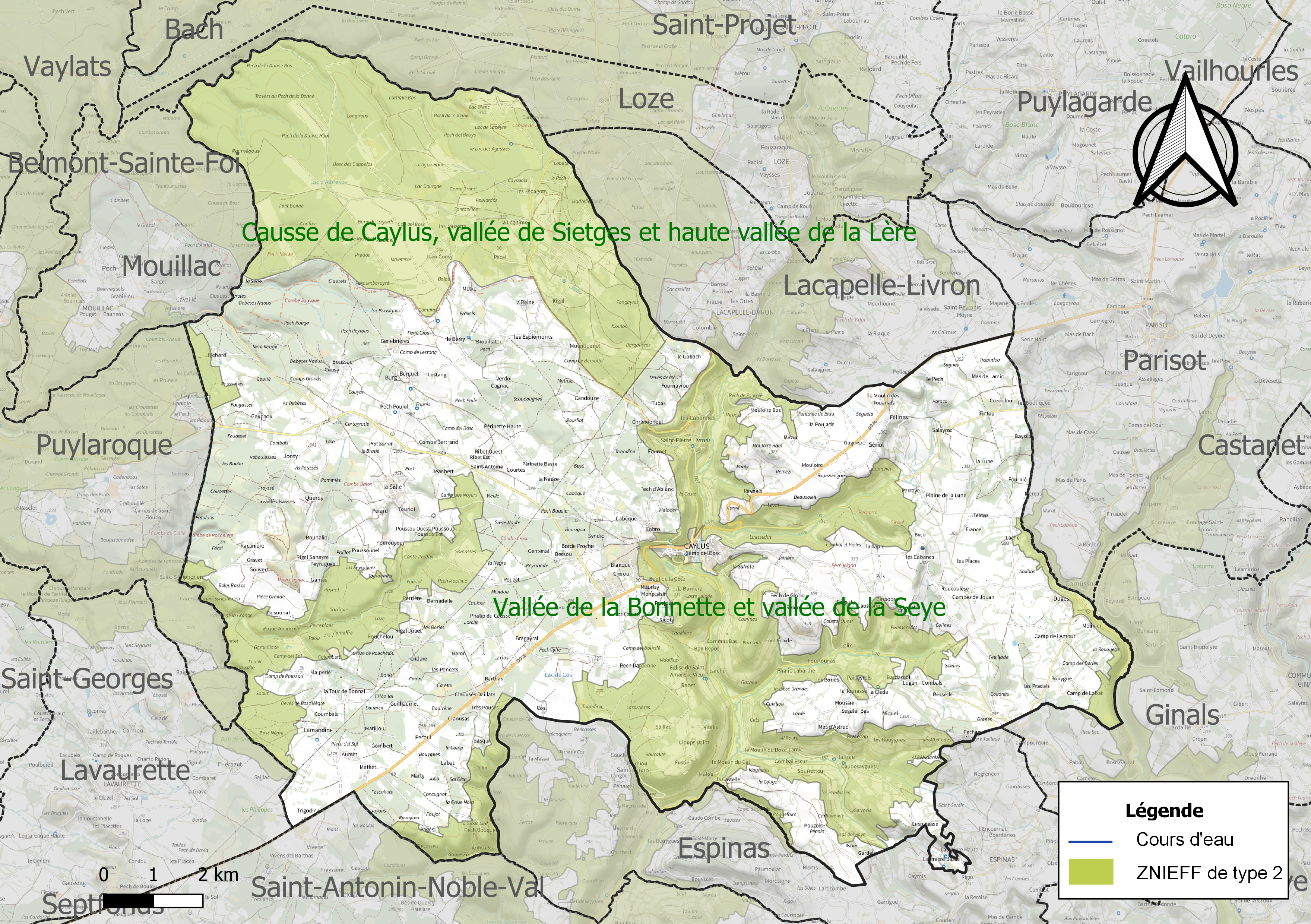
Carte des ZNIEFF de type 2 sur la commune.

## Urbanisme

### Typologie
Au 1er janvier 2024, Caylus est catégorisée commune rurale à habitat très dispersé, selon la nouvelle grille communale de densité à sept niveaux définie par l'Insee en 2022.
Elle est située hors unité urbaine et hors attraction des villes,.

### Occupation des sols
L'occupation des sols de la commune, telle qu'elle ressort de la base de données européenne d’occupation biophysique des sols Corine Land Cover (CLC), est marquée par l'importance des territoires agricoles (57,7 % en 2018), une proportion sensiblement équivalente à celle de 1990 (57,8 %). La répartition détaillée en 2018 est la suivante :
forêts (36,8 %), zones agricoles hétérogènes (36,7 %), prairies (19 %), milieux à végétation arbustive et/ou herbacée (4,2 %), terres arables (2 %), zones urbanisées (0,8 %), zones industrielles ou commerciales et réseaux de communication (0,5 %). L'évolution de l’occupation des sols de la commune et de ses infrastructures peut être observée sur les différentes représentations cartographiques du territoire : la carte de Cassini (XVIIIe siècle), la carte d'état-major (1820-1866) et les cartes ou photos aériennes de l'IGN pour la période actuelle (1950 à aujourd'hui).

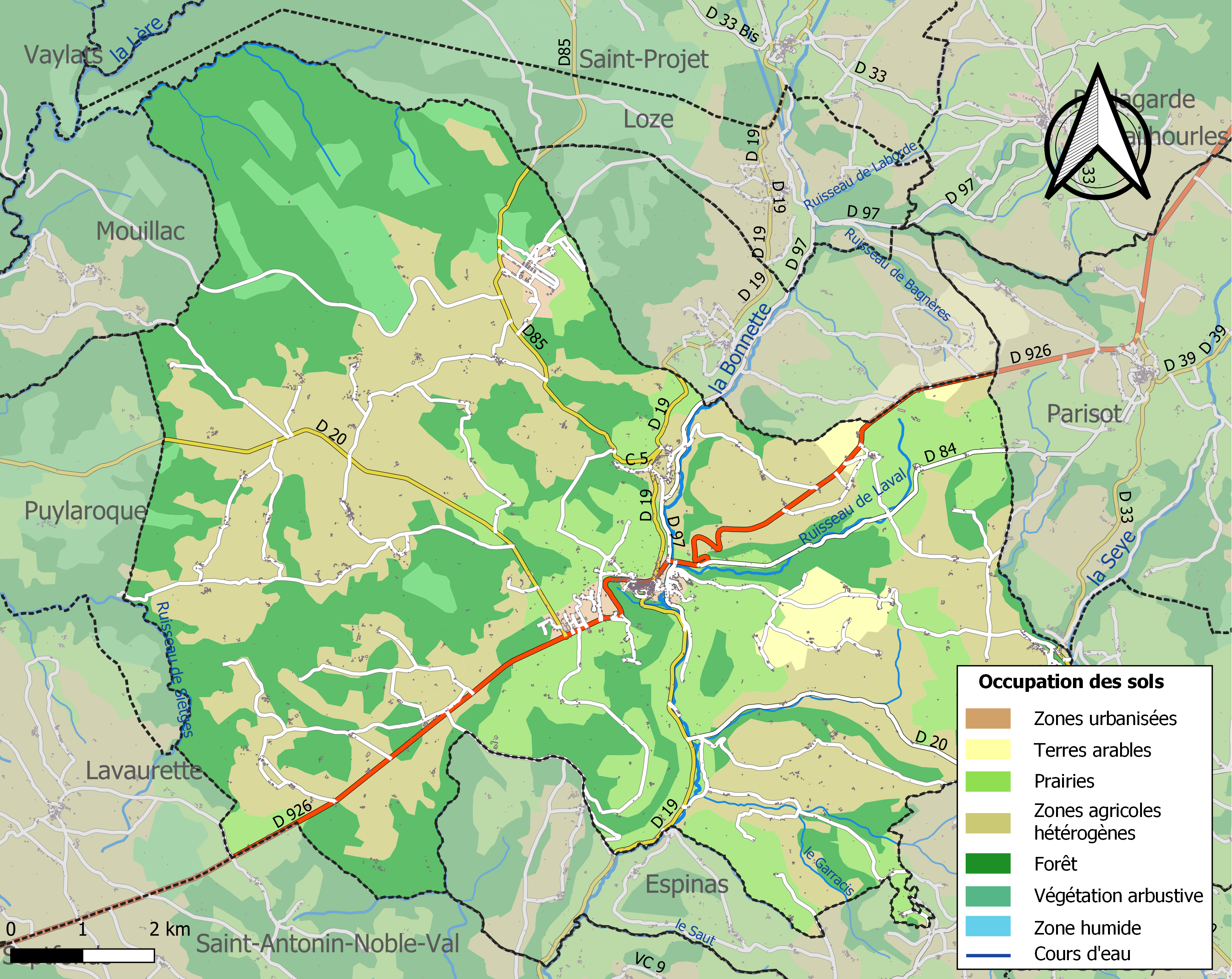
Carte des infrastructures et de l'occupation des sols de la commune en 2018 (CLC).

### Voies de communication et transports
La ligne 203 du réseau liO relie la commune à Montauban et à Rodez.

### Risques majeurs
Le territoire de la commune de Caylus est vulnérable à différents aléas naturels : météorologiques (tempête, orage, neige, grand froid, canicule ou sécheresse), inondations, feux de forêts, mouvements de terrains et séisme (sismicité très faible). Il est également exposé à un risque technologique, le transport de matières dangereuses. Un site publié par le BRGM permet d'évaluer simplement et rapidement les risques d'un bien localisé soit par son adresse soit par le numéro de sa parcelle.

#### Risques naturels
Certaines parties du territoire communal sont susceptibles d’être affectées par le risque d’inondation par débordement de cours d'eau, notamment la Seye et la Bonnette. La cartographie des zones inondables en ex-Midi-Pyrénées réalisée dans le cadre du XIe Contrat de plan État-région, visant à informer les citoyens et les décideurs sur le risque d’inondation, est accessible sur le site de la DREAL Occitanie. La commune a été reconnue en état de catastrophe naturelle au titre des dommages causés par les inondations et coulées de boue survenues en 1982, 1983, 1999, 2001 et 2018,.
Caylus est exposée au risque de feu de forêt du fait de la présence sur son territoire. Le département de Tarn-et-Garonne présentant toutefois globalement un niveau d’aléa moyen à faible très localisé, aucun Plan départemental de protection des forêts contre les risques d’incendie de forêt (PFCIF) n'a été élaboré. Le débroussaillement aux abords des maisons constitue l’une des meilleures protections pour les particuliers contre le feu,.

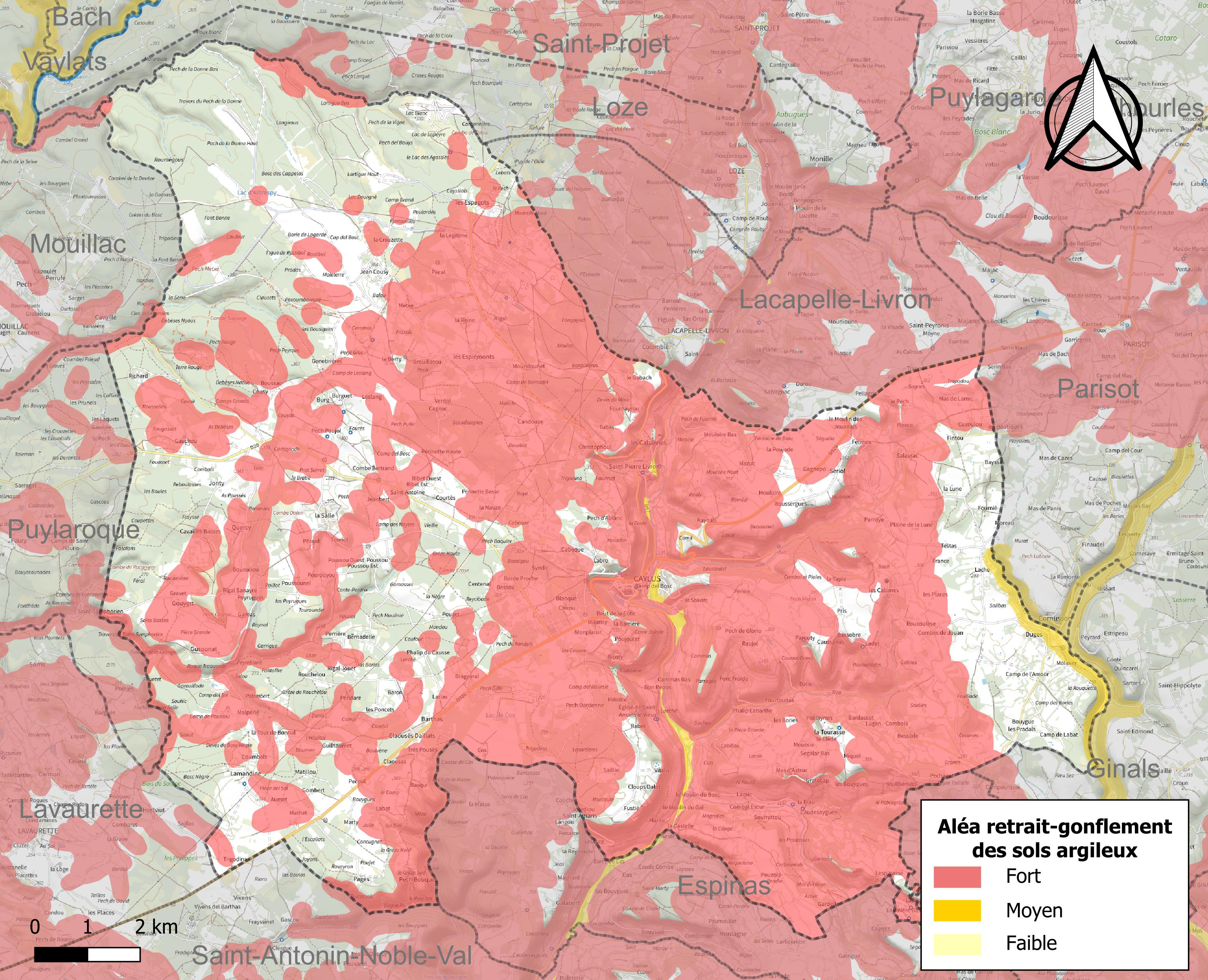
Carte des zones d'aléa retrait-gonflement des sols argileux de Caylus.

Les mouvements de terrains susceptibles de se produire sur la commune sont des éboulements, chutes de pierres et de blocs et des tassements différentiels.
Le retrait-gonflement des sols argileux est susceptible d'engendrer des dommages importants aux bâtiments en cas d’alternance de périodes de sécheresse et de pluie. 63,6 % de la superficie communale est en aléa moyen ou fort (92 % au niveau départemental et 48,5 % au niveau national). Sur les 1 133 bâtiments dénombrés sur la commune en 2019, 852 sont en aléa moyen ou fort, soit 75 %, à comparer aux 96 % au niveau départemental et 54 % au niveau national. Une cartographie de l'exposition du territoire national au retrait gonflement des sols argileux est disponible sur le site du BRGM,.
Par ailleurs, afin de mieux appréhender le risque d’affaissement de terrain, l'inventaire national des cavités souterraines permet de localiser celles situées sur la commune.
Concernant les mouvements de terrains, la commune a été reconnue en état de catastrophe naturelle au titre des dommages causés par la sécheresse en 1989, 2018 et 2019 et par des mouvements de terrain en 1999.

#### Risques technologiques
Le risque de transport de matières dangereuses sur la commune est lié à sa traversée par des infrastructures routières ou ferroviaires importantes ou la présence d'une canalisation de transport d'hydrocarbures. Un accident se produisant sur de telles infrastructures est susceptible d’avoir des effets graves sur les biens, les personnes ou l'environnement, selon la nature du matériau transporté. Des dispositions d’urbanisme peuvent être préconisées en conséquence.

## Toponymie
Plusieurs hypothèses ont été émises sur l’étymologie du nom de Caylus. Un chevalier romain, nommé Caius Lucius, aurait fait construire un château, à l’origine de la ville qui porte son nom. Ailleurs, la tradition orale rapporte que Caylus vient de Caii lux, en référence à des feux allumés depuis la tour. Une autre source indique de Caylus vient de Castri locus. Toutes ces hypothèses ont été réfutées dans le Bulletin archéologique et historique de la Société archéologique de Tarn-et-Garonne publié en 1888. L’auteur explique que Caylus dérive de la forme latine Castluscium ou Castellucium, qui par contractions successives, devient Castlucium, Castluz, Castlux, puis Caylucium en latin, et Caylutz ou Caylus en roman.
Le village s'appelait anciennement Caylus-de-Bonnette, ou Caylus-Bonnette, afin de ne pas être confondu avec la seigneurie de Caylus dont le château se trouvait au lieu-dit du Rocher de Caylus, commune de Saint-Affrique
Sur l'Atlas de Trudaine, le toponyme utilisé est Caylux.

## Histoire

### Le château
Un castrum existait déjà avant 1176 et appartenait à Armand et Bertrand de Montpesat. Il fut échangé cette année-là contre les seigneuries et châteaux de Montpezat-de-Quercy et de Monclar-de-Quercy et devint possession du comte Raymond V de Toulouse.

### Ville
La ville est prise par Simon de Montfort en 1211, incendiée, puis subit un second siège l'année suivante. En 1227 le comte de Toulouse installe les templiers à Lacapelle Livron. Il développe par ailleurs une véritable bastide accolée à l’ancien castrum. Caylus est annexé au domaine royal en 1270, en même temps que le comté de Toulouse. Avant la guerre de Cent Ans, Caylus est devenue une vraie ville, presque autant peuplée que Saint-Antonin, deuxième ville du Rouergue. En plus des guerres et de leurs malheurs, la peste noire de 1348 élimine un tiers de la population. La paix est de retour en 1444.
En 1562, les troupes calvinistes de Symphorien de Durfort, sire de Duras, s'emparent de la ville et massacrent 250 habitants. Caylus prendra le parti catholique, adhère au parti de la Ligue et accueille en 1622, Louis XIII y établit son quartier général durant le siège de Saint-Antonin.
Caylus ne se releva jamais des guerres de religion. Au XVIIIe siècle, les fortifications furent en grande partie démolies. De ville, Caylus est progressivement devenue un bourg rural.
Une légende est attachée à la construction de l'église de pèlerinage Notre-Dame-de-Livron : « la délivrance miraculeuse d'un dragon malfaisant, réalisée par le chevalier de Lagardelle, grâce à la protection de la Vierge ».

## Camp militaire de Caylus
Le camp de Caylus, devenu depuis 1945 camp lieutenant-colonel-Normand, est un camp militaire français.

## Héraldique
| Blason de Caylus | Blason  | De gueules au château de trois tours d'or maçonné de sable, surmonté d'une croisette cléchée, vidée et pommetée de douze pièces aussi d'or, au chef cousu d'azur chargé de trois fleurs de lys d'or. |
| Blason de Caylus | Détails | Le statut officiel du blason reste à déterminer. |

## Politique et administration
La commune fait partie de l'arrondissement de Montauban, de la communauté de communes du Quercy Rouergue et des gorges de l'Aveyron et du Pays Midi-Quercy. Elle était le chef-lieu du canton de Caylus, avant le découpage territorial de 2014 et son intégration au nouveau canton de Quercy-Rouergue

### Controverse démocratique: représentation de Caylus au sein de la communauté de communes.
A l’été 2020, l’élection d’un vice président est mise en cause par des membres du conseil communautaire ainsi que par des habitants de Caylus, commune de la CCQRGA. En effet, c’est un conseiller municipal de la liste minoritaire de Caylus qui est élu premier vice-président chargé de l’économie. Le président de la communauté de communes, Gilles Bonsang, argue que l’élection à un poste de vice-président d’un élu ayant perdu les élections municipales n’est pas contraire à la loi. La partie adverse explique qu’il s’agit de respecter l’esprit de la démocratie en reconnaissant le vote des électeurs de Caylus. Ainsi, Serge Regourd, élu de Laguépie, conseiller régional et spécialiste de droit public dénonce l’irrégularité de l’élection du vice-président à l’économie, le mépris de l’intérêt général et du service public. Lors d’un conseil communautaire, Gilles Bonsang menace d’user de son pouvoir de police afin de mettre fin au débat, menace jugée abusive par Serge Regourd. Le maire de Caylus, Vincent Cousi, informe le préfet Pierre Besnard de la situation,.

### Liste des maires

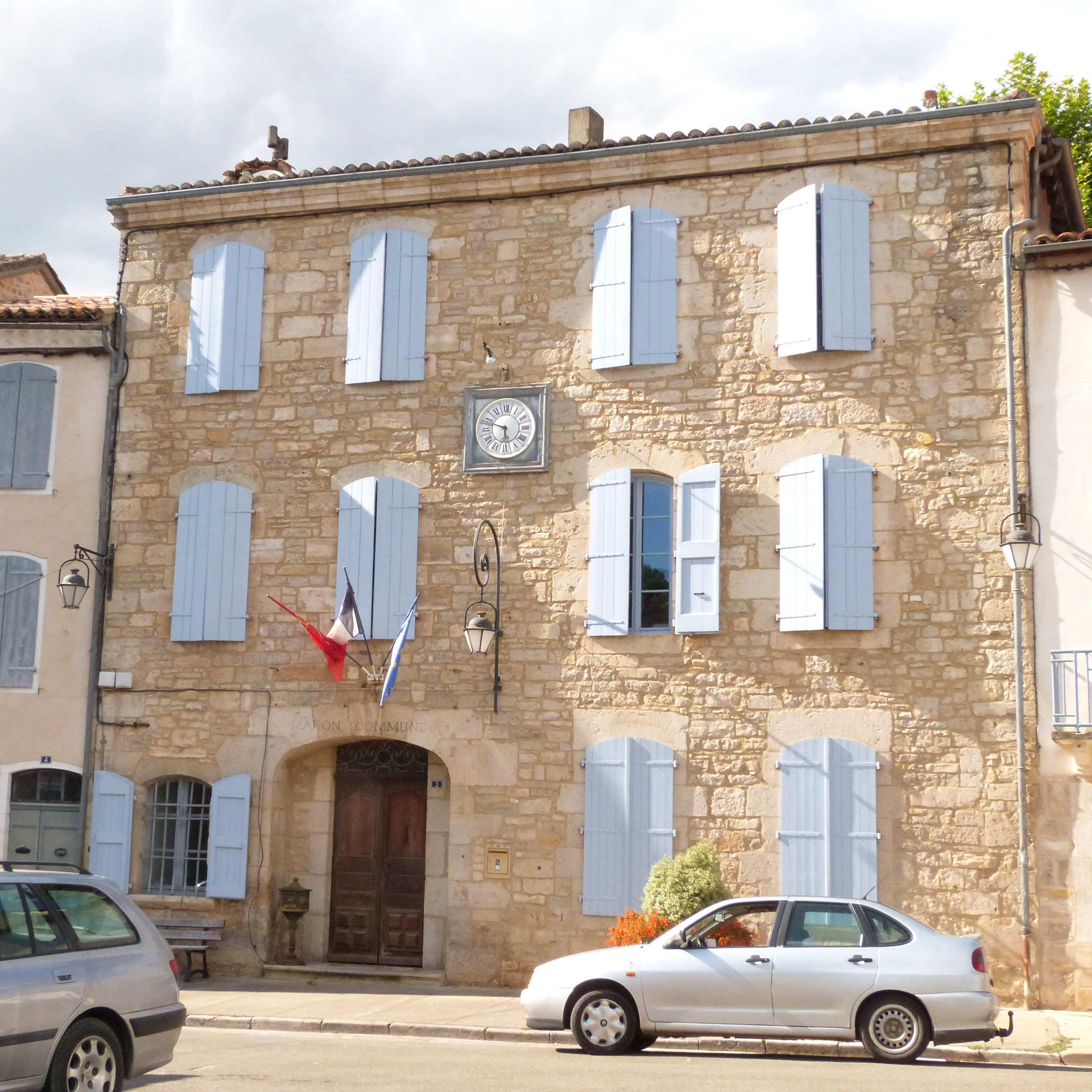
Mairie de Caylus.

| Période        | Période   | Identité             | Étiquette | Qualité |
| -------------- | --------- | -------------------- | --------- | ------- |
| mars 1941      | 1944      | François Mazelier    |           |         |
| septembre 1944 | 1948      | Henri-Camille Amic   |           |         |
| décembre 1948  | 1965      | Gaston Férié         |           |         |
| mars 1965      | 1971      | Dr Robert Lafon      |           |         |
| mars 1971      | 1972      | Roland Delort        |           |         |
| octobre 1972   | 1983      | Dr Robert Lafon      |           |         |
| mars 1983      | 1989      | Paul Raynal          |           |         |
| mars 1989      | 2001      | Dr Christian Nicolas |           |         |
| mars 2001      | juin 2020 | Christian Maffre     | DVG       |         |
| juin 2020      | En cours  | Vincent Cousi        | SE        |         |

## Population et société

### Démographie
L'évolution du nombre d'habitants est connue à travers les recensements de la population effectués dans la commune depuis 1793. Pour les communes de moins de 10 000 habitants, une enquête de recensement portant sur toute la population est réalisée tous les cinq ans, les populations de référence des années intermédiaires étant quant à elles estimées par interpolation ou extrapolation. Pour la commune, le premier recensement exhaustif entrant dans le cadre du nouveau dispositif a été réalisé en 2005.

En 2022, la commune comptait 1 463 habitants, en évolution de +1,25 % par rapport à 2016 (Tarn-et-Garonne : +3,12 %, France hors Mayotte : +2,11 %).
| 1793  | 1800  | 1806  | 1821  | 1831  | 1836  | 1841  | 1846  | 1851  |
| ----- | ----- | ----- | ----- | ----- | ----- | ----- | ----- | ----- |
| 5 000 | 5 131 | 5 411 | 5 398 | 5 319 | 5 424 | 5 152 | 5 302 | 5 363 |

| 1856  | 1861  | 1866  | 1872  | 1876  | 1881  | 1886  | 1891  | 1896  |
| ----- | ----- | ----- | ----- | ----- | ----- | ----- | ----- | ----- |
| 5 212 | 4 973 | 4 950 | 4 829 | 4 928 | 4 644 | 4 563 | 4 265 | 4 033 |

| 1901  | 1906  | 1911  | 1921  | 1926  | 1931  | 1936  | 1946  | 1954  |
| ----- | ----- | ----- | ----- | ----- | ----- | ----- | ----- | ----- |
| 3 654 | 3 770 | 3 529 | 2 580 | 2 488 | 2 382 | 2 089 | 2 006 | 1 788 |

| 1962  | 1968  | 1975  | 1982  | 1990  | 1999  | 2005  | 2006  | 2010  |
| ----- | ----- | ----- | ----- | ----- | ----- | ----- | ----- | ----- |
| 1 662 | 1 658 | 1 364 | 1 409 | 1 308 | 1 324 | 1 526 | 1 531 | 1 536 |

| 2015  | 2020  | 2022  | - | - | - | - | - | - |
| ----- | ----- | ----- | - | - | - | - | - | - |
| 1 450 | 1 489 | 1 463 | - | - | - | - | - | - |

| selon la population municipale des années : | 1968 | 1975 | 1982 | 1990 | 1999 | 2006 | 2009 | 2013 |
| Rang de la commune dans le département      | 14   | 17   | 21   | 27   | 27   | 24   | 26   | 30   |
| Nombre de communes du département           | 195  | 195  | 195  | 195  | 195  | 195  | 195  | 195  |

### Culture et festivités
Musée : la Maison du Patrimoine et de l'Environnement.

## Économie

### Revenus
En 2018, la commune compte 659 ménages fiscaux, regroupant 1 351 personnes. La médiane du revenu disponible par unité de consommation est de 19 050 € (20 140 € dans le département).

### Emploi
|                | 2008  | 2013   | 2018   |
| -------------- | ----- | ------ | ------ |
| Commune        | 7,8 % | 10,3 % | 10,3 % |
| Département    | 8,4 % | 10,2 % | 10,3 % |
| France entière | 8,3 % | 10 %   | 10 %   |

En 2018, la population âgée de 15 à 64 ans s'élève à 768 personnes, parmi lesquelles on compte 74,3 % d'actifs (64 % ayant un emploi et 10,3 % de chômeurs) et 25,7 % d'inactifs,. En 2018, le taux de chômage communal (au sens du recensement) des 15-64 ans est supérieur à celui du département et de la France, alors qu'en 2008 la situation était inverse.
La commune est hors attraction des villes,. Elle compte 745 emplois en 2018, contre 751 en 2013 et 771 en 2008. Le nombre d'actifs ayant un emploi résidant dans la commune est de 521, soit un indicateur de concentration d'emploi de 142,9 % et un taux d'activité parmi les 15 ans ou plus de 46,8 %.
Sur ces 521 actifs de 15 ans ou plus ayant un emploi, 311 travaillent dans la commune, soit 60 % des habitants. Pour se rendre au travail, 77,3 % des habitants utilisent un véhicule personnel ou de fonction à quatre roues, 1,6 % les transports en commun, 9,1 % s'y rendent en deux-roues, à vélo ou à pied et 12 % n'ont pas besoin de transport (travail au domicile).

### Activités hors agriculture

#### Secteurs d'activités
201 établissements sont implantés à Caylus au 31 décembre 2019. Le tableau ci-dessous en détaille le nombre par secteur d'activité et compare les ratios avec ceux du département,.
| Secteur d'activité                                                                                        | Commune | Commune | Département |
| Secteur d'activité                                                                                        | Nombre  | %       | %           |
| --- | ------- | ------- | ----------- |
| Ensemble                                                                                                  | 201     | 100 %   | (100 %)     |
| Industrie manufacturière, industries extractives et autres                                                | 43      | 21,4 %  | (9,6 %)     |
| Construction                                                                                              | 34      | 16,9 %  | (14,9 %)    |
| Commerce de gros et de détail, transports, hébergement et restauration                                    | 52      | 25,9 %  | (29,7 %)    |
| Information et communication                                                                              | 2       | 1 %     | (1,9 %)     |
| Activités financières et d'assurance                                                                      | 4       | 2 %     | (3,4 %)     |
| Activités immobilières                                                                                    | 5       | 2,5 %   | (3,3 %)     |
| Activités spécialisées, scientifiques et techniques et activités de services administratifs et de soutien | 22      | 10,9 %  | (14,1 %)    |
| Administration publique, enseignement, santé humaine et action sociale                                    | 19      | 9,5 %   | (13,6 %)    |
| Autres activités de services                                                                              | 20      | 10 %    | (9,3 %)     |

Le secteur du commerce de gros et de détail, des transports, de l'hébergement et de la restauration est prépondérant sur la commune puisqu'il représente 25,9 % du nombre total d'établissements de la commune (52 sur les 201 entreprises implantées à Caylus), contre 29,7 % au niveau départemental.

#### Entreprises et commerces
Les cinq entreprises ayant leur siège social sur le territoire communal qui génèrent le plus de chiffre d'affaires en 2020 sont :
- Constructions Metalliques Miramond, fabrication de structures métalliques et de parties de structures (5 579 k€)
- CHB Quercy, préparation industrielle de produits à base de viande (2 199 k€)
- So.tra.dis - Sotradis, commerce de gros (commerce interentreprises) de bois et de matériaux de construction (1 385 k€)
- SEE Burg, travaux de maçonnerie générale et gros œuvre de bâtiment (744 k€)
- SARL Conte, entretien et réparation de véhicules automobiles légers (435 k€)

### Agriculture
La commune est dans les Causses du Quercy, une petite région agricole située dans l'est du département de Tarn-et-Garonne. En 2020, l'orientation technico-économique de l'agriculture  sur la commune est l'élevage d'équidés et/ou d' autres herbivores.
|               | 1988  | 2000  | 2010  | 2020  |
| ------------- | ----- | ----- | ----- | ----- |
| Exploitations | 124   | 85    | 53    | 53    |
| SAU (ha)      | 3 972 | 4 432 | 4 361 | 4 542 |

Le nombre d'exploitations agricoles en activité et ayant leur siège dans la commune est passé de 124 lors du recensement agricole de 1988  à 85 en 2000 puis à 53 en 2010 et enfin à 53 en 2020, soit une baisse de 57 % en 32 ans. Le même mouvement est observé à l'échelle du département qui a perdu pendant cette période 57 % de ses exploitations,. La surface agricole utilisée sur la commune a quant à elle augmenté, passant de 3 972 ha en 1988 à 4 542 ha en 2020. Parallèlement la surface agricole utilisée moyenne par exploitation a augmenté, passant de 32 à 86 ha.

## Culture locale et patrimoine

### Patrimoine religieux
- Croix de pierre dite « du Miracle » du XVe siècle.
- Église Notre-Dame-de-Livron, du début du XIVe siècle et du XVe siècle, remaniée au XIXe siècle, elle est un lieu de pèlerinage.
- Église Saint-Amans-le-Vieux du XIIe siècle. L'édifice a été classé au titre des monuments historiques en 1984[61], cimetière et abords du XVIe siècle, désaffectée en 1892 : « centre d'art et de culture ».
- Église Saint-Jean Baptiste des XIVe et XVIIe siècles fortifiée. L'édifice a été classé au titre des monuments historiques en 1910[62]. Plusieurs objets sont référencés dans la base Palissy[62].
- Église Saint-Barthélemy de Caudesaygues.
- Église Sainte-Madeleine de Félines.
- Chapelle Saint-Étienne de Canabals de Saint-Pierre-Livron.
- Église Saint-Martin de Caylus.
- Église Saint-Pierre de Saint-Pierre-Livron.
- Église Saint-Pierre des Espiémonts.
- Église Saint-Pierre-ès-Liens de La Salle. L'édifice est référencé dans la base Mérimée et à l'Inventaire général Région Occitanie[63]. Plusieurs objets sont référencés dans la base Palissy[63].
- Église Saint-Pierre-et-Saint-Paul de Cornusson.
- Église Saint-Roch de Lamandine. L'édifice est référencé dans la base Mérimée et à l'Inventaire général Région Occitanie[64]. Plusieurs objets sont référencés dans la base Palissy[64].

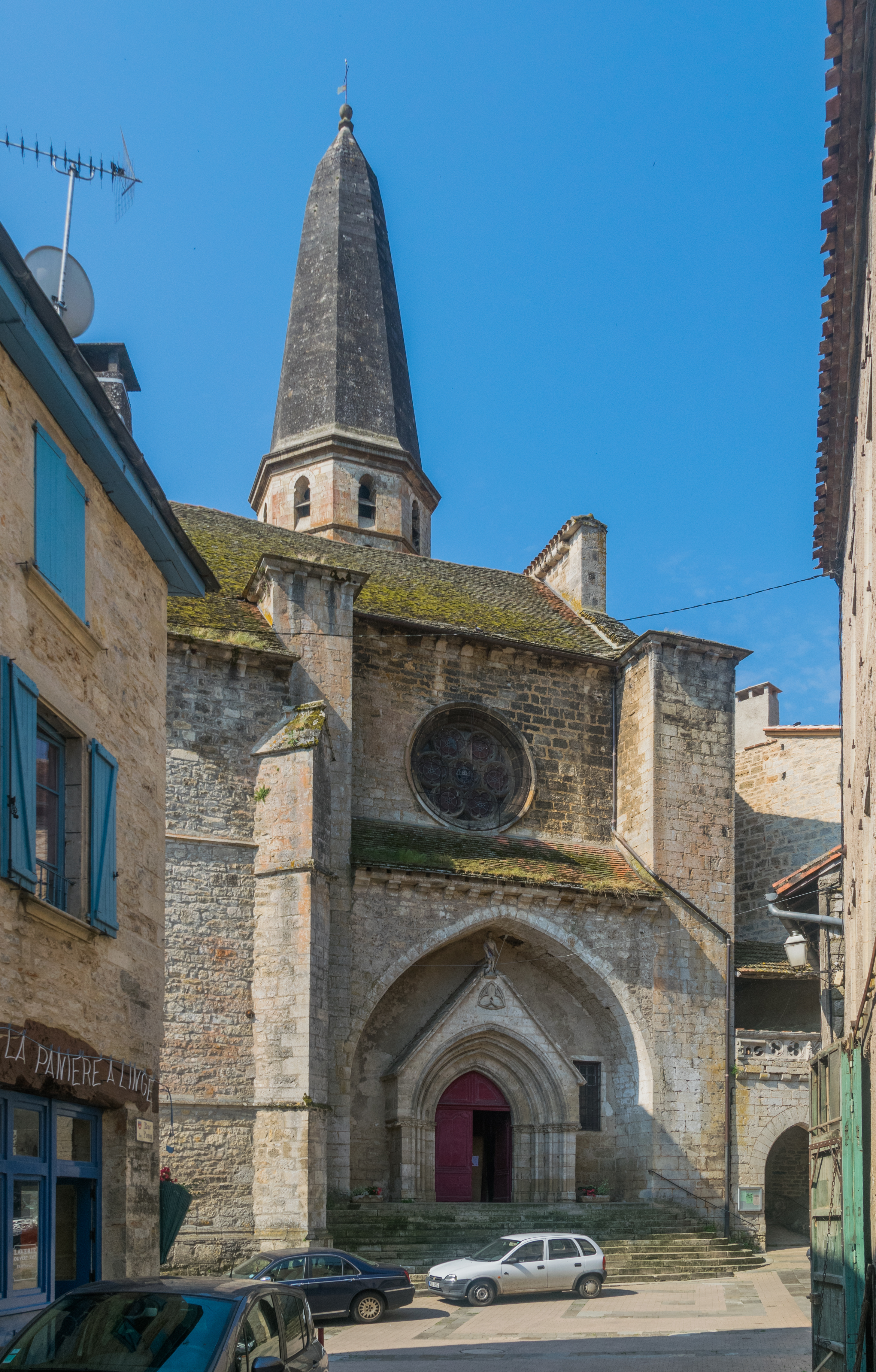
Église Saint-Jean-Baptiste de Caylus
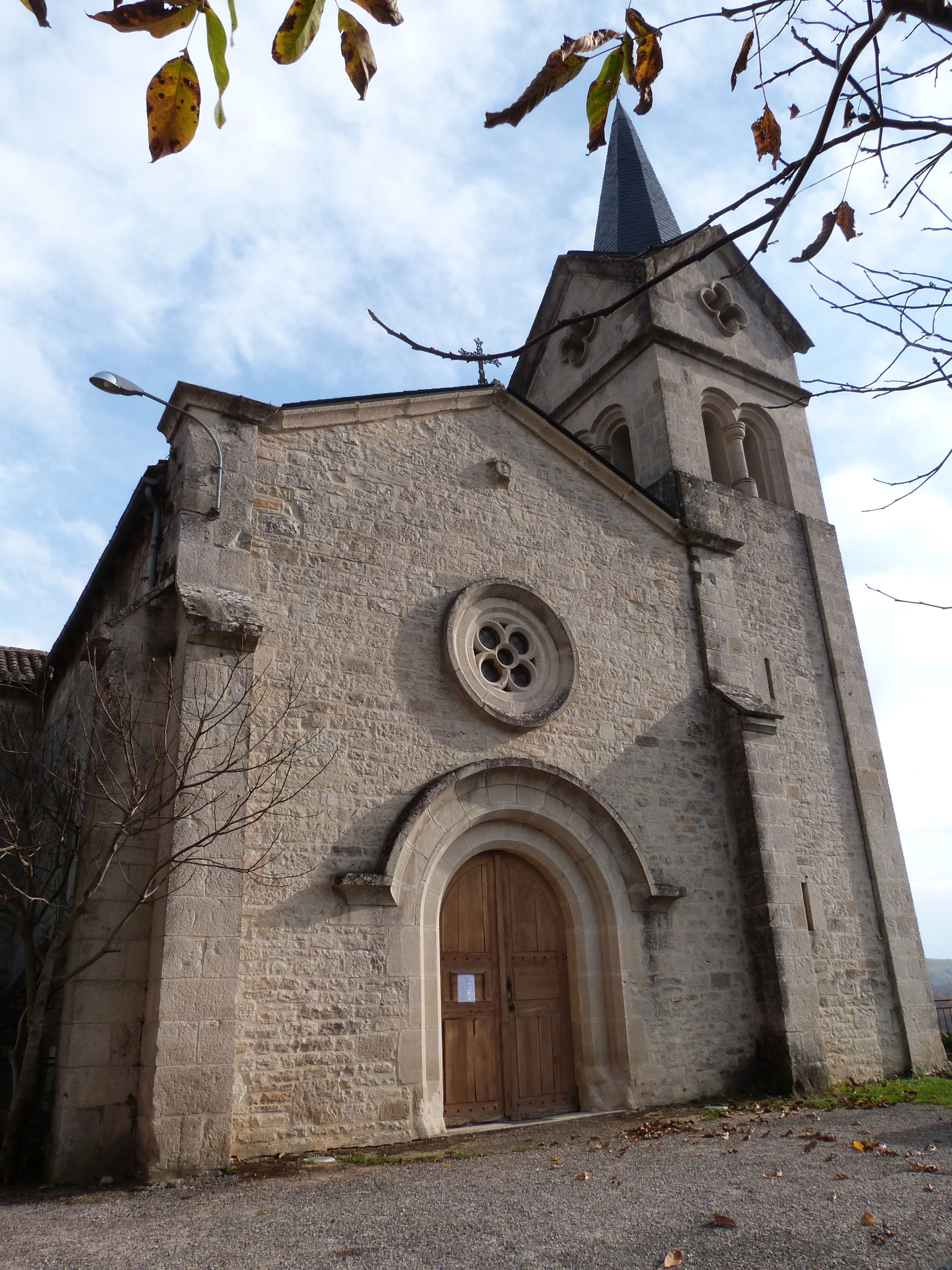
Église Saint-Pierre de Saint-Pierre-Livron
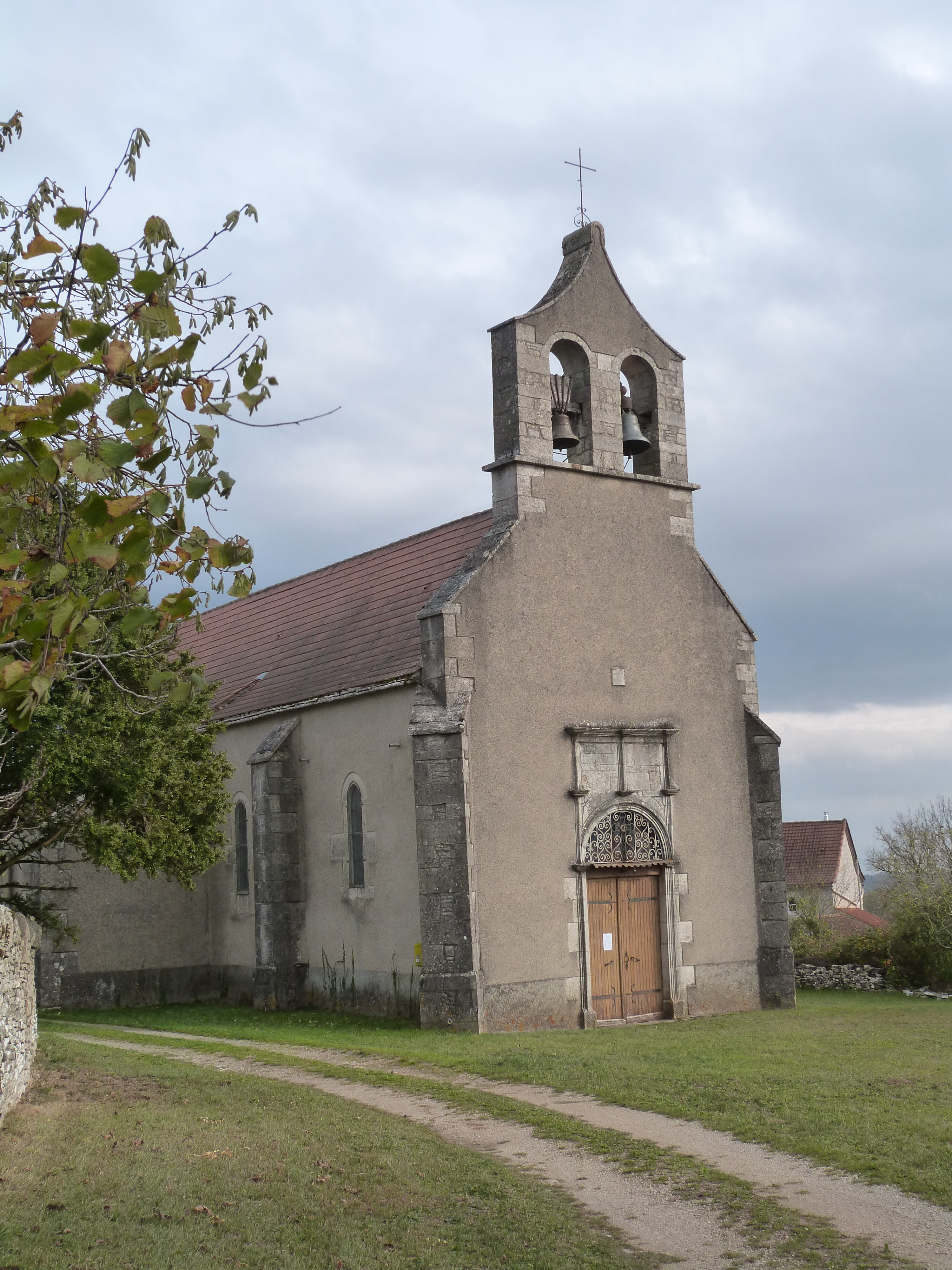
Église Saint-Pierre des Espiémonts
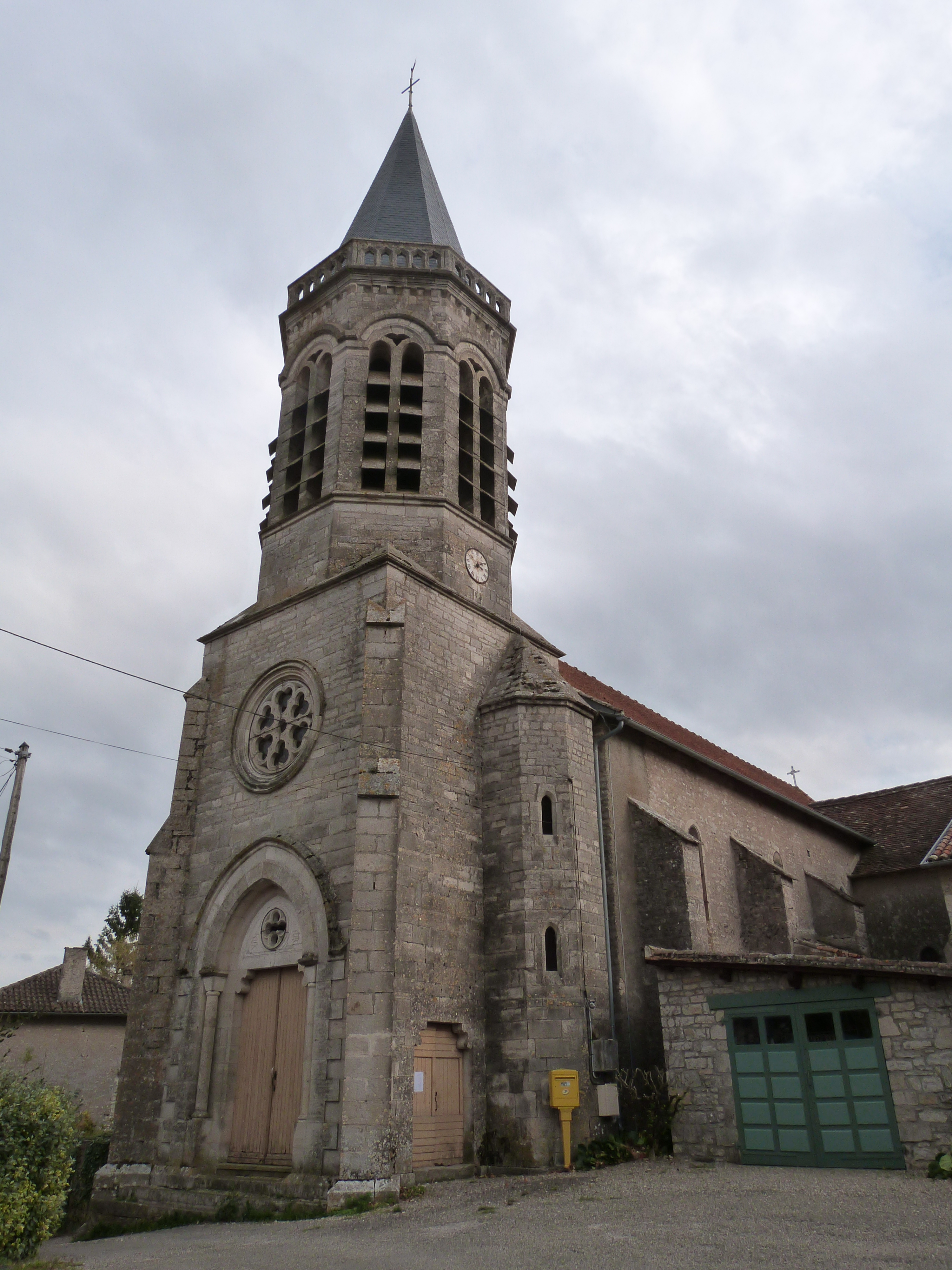
Église Saint-Pierre-ès-Liens de La Salle
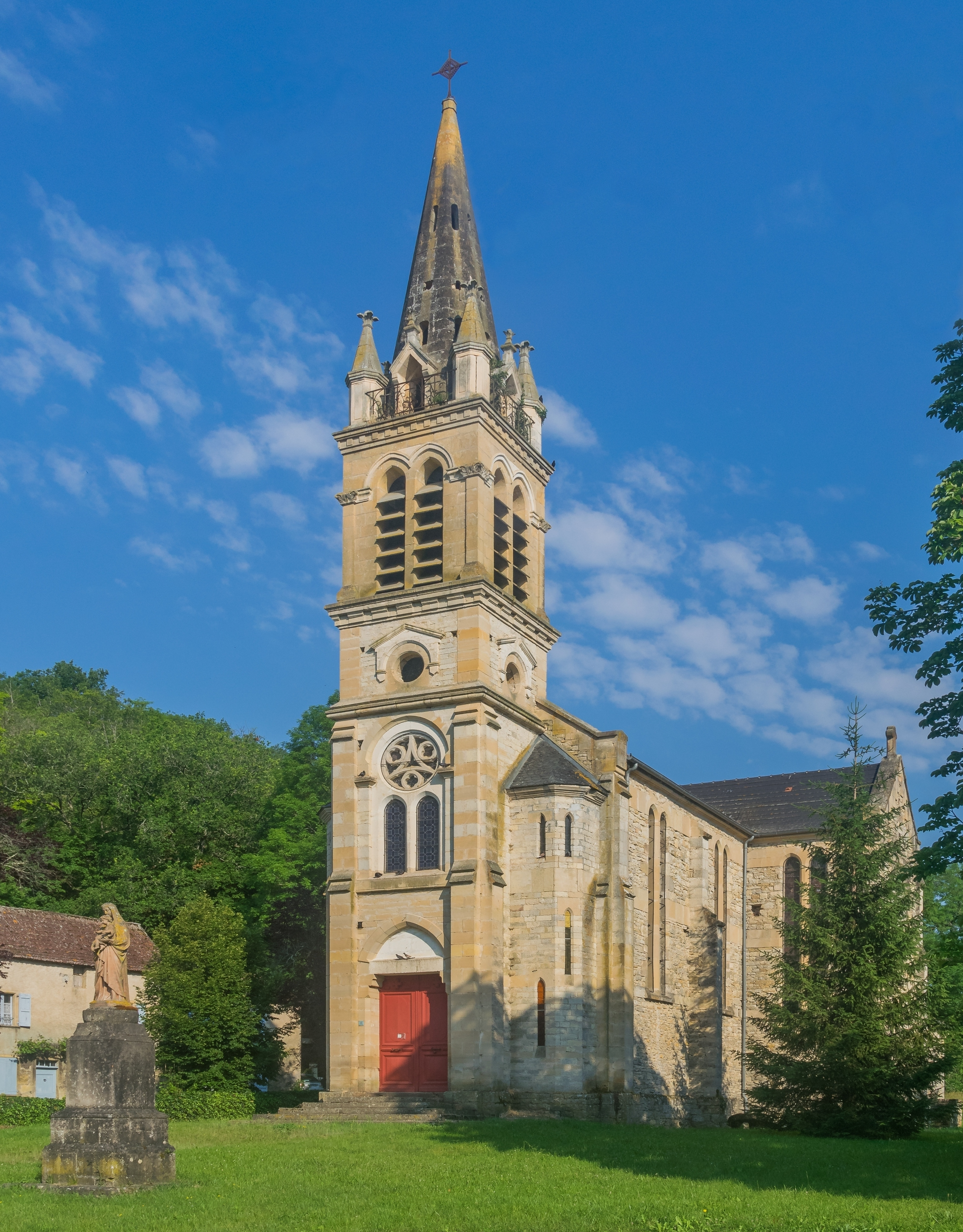
Église Saint-Pierre-et-Saint-Paul de Cornusson

### Patrimoine civil
- Cascade pétrifiante de Saint-Pierre de Livron à Caylus (site inscrit depuis 1942). Elle se situe dans la vallée de la Bonnette le long de la route D 97.
- Château et garenne de Mondésir.
- Dolmen de Saillac, au lieu-dit Saint-Amans. Il a été spectaculairement christianisé par l'adjonction d'une croix de métal sur colonne de pierre. On l'a alors appelé la "Croix de la Mission". La croix a été récemment retirée avec son socle. On peut encore en voir la trace sur la table du dolmen.
- Ciste de Poussou, sépulture préhistorique qui contenait les restes d'un unique enfant, ainsi que du mobilier.
- Donjon du XIIIe siècle remanié.
- Grotte du Four.
- Habitat gallo-romain et mobilier au camp de Caylus.
- hameau de Cornusson, rattaché à la commune de Caylus, comporte un très beau château, une église remarquable et de petites maisons traditionnelles anciennes, dont l'une[65] a été immortalisée par le peintre et dessinateur J. Bergère de Montauban.
- Manoir de Gauléjac du XVe siècle.
- Pigeonnier de Racanière, pigeonnier.
- Portail de l'ancienne chapelle des pénitents blancs sur la place de la Halle.
- Porte de ville inscrite aux Monuments historiques en 1927.
- Tumulus du Saoul.
- Village médiéval : maisons anciennes (maison des Loups...), halle, place du Marché.
- Voie romaine.

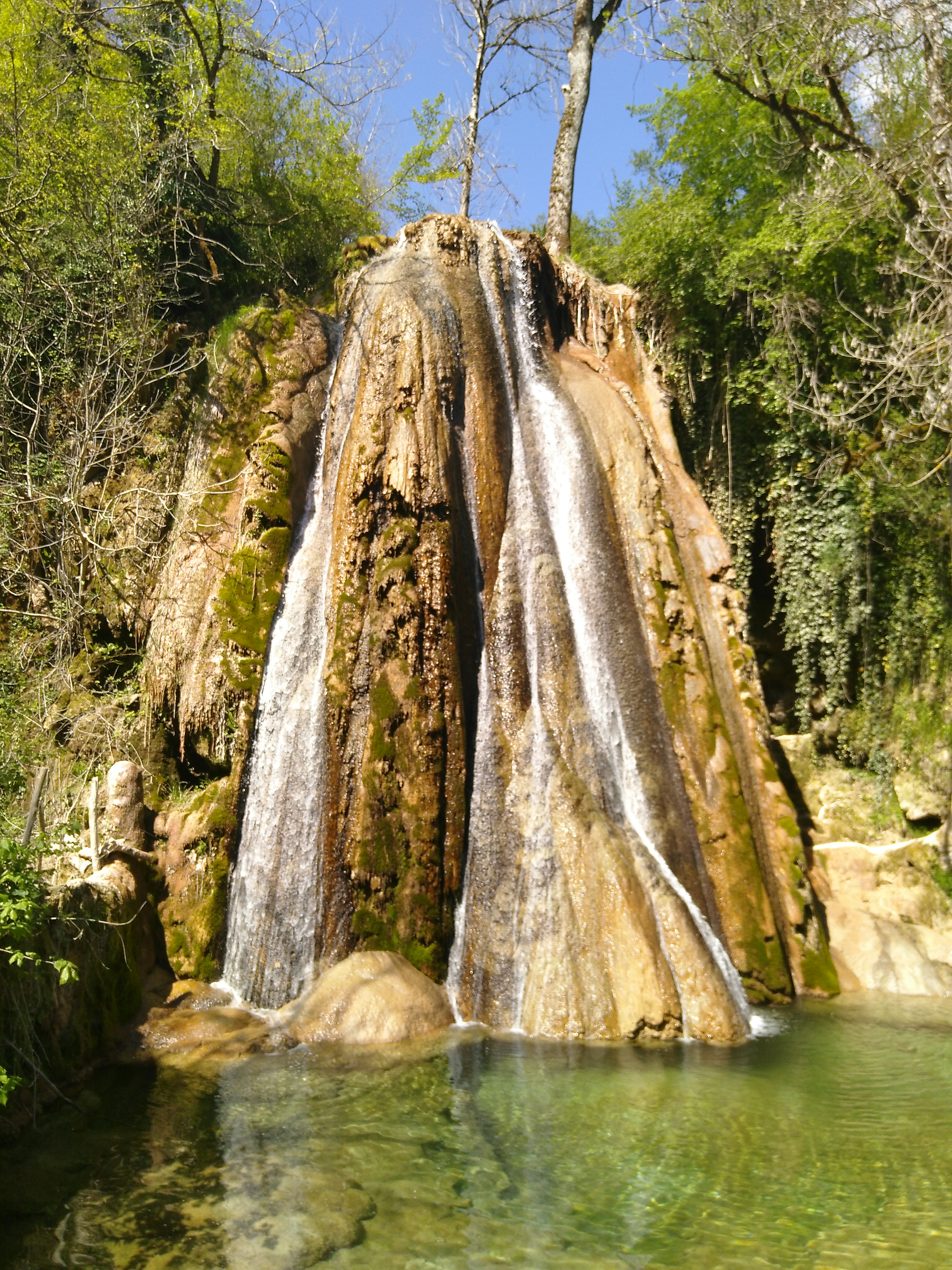
Cascade pétrifiante.
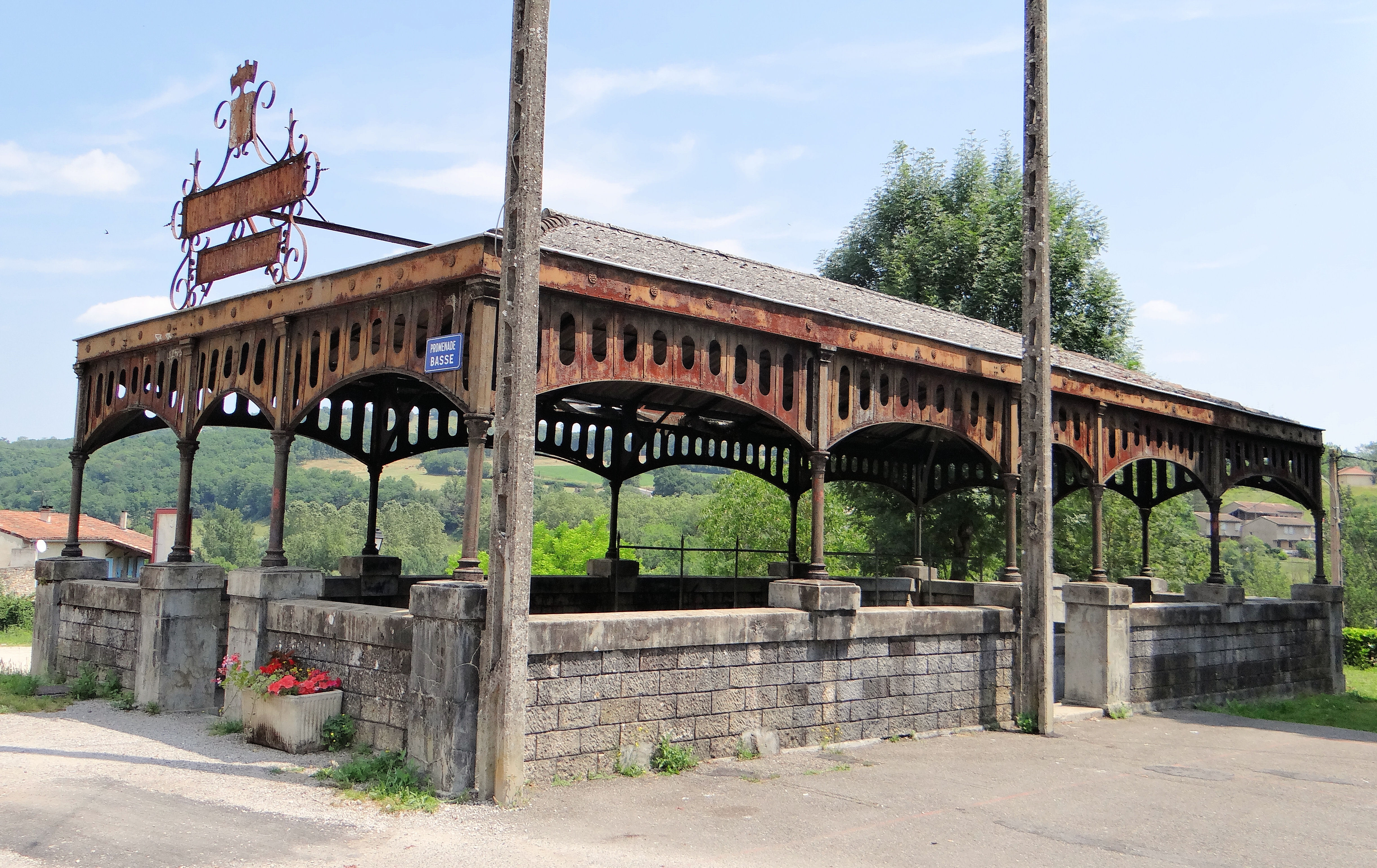
Lavoir.
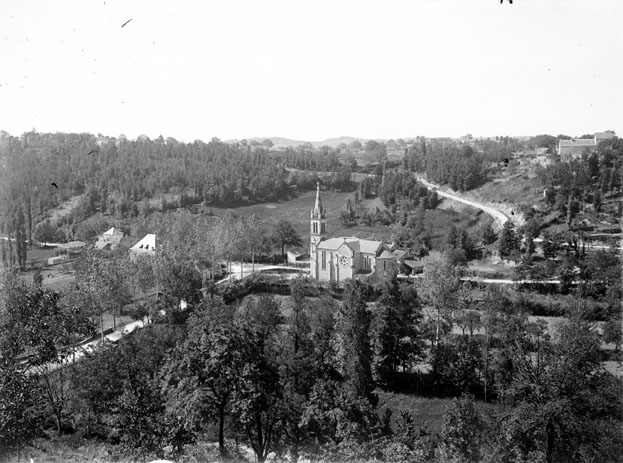
Église de Cornusson en 1906.
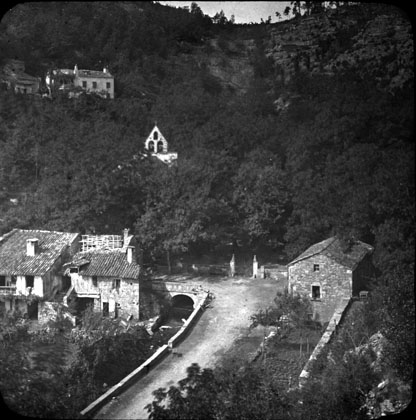
Notre-Dame-de-Livron en 1906.
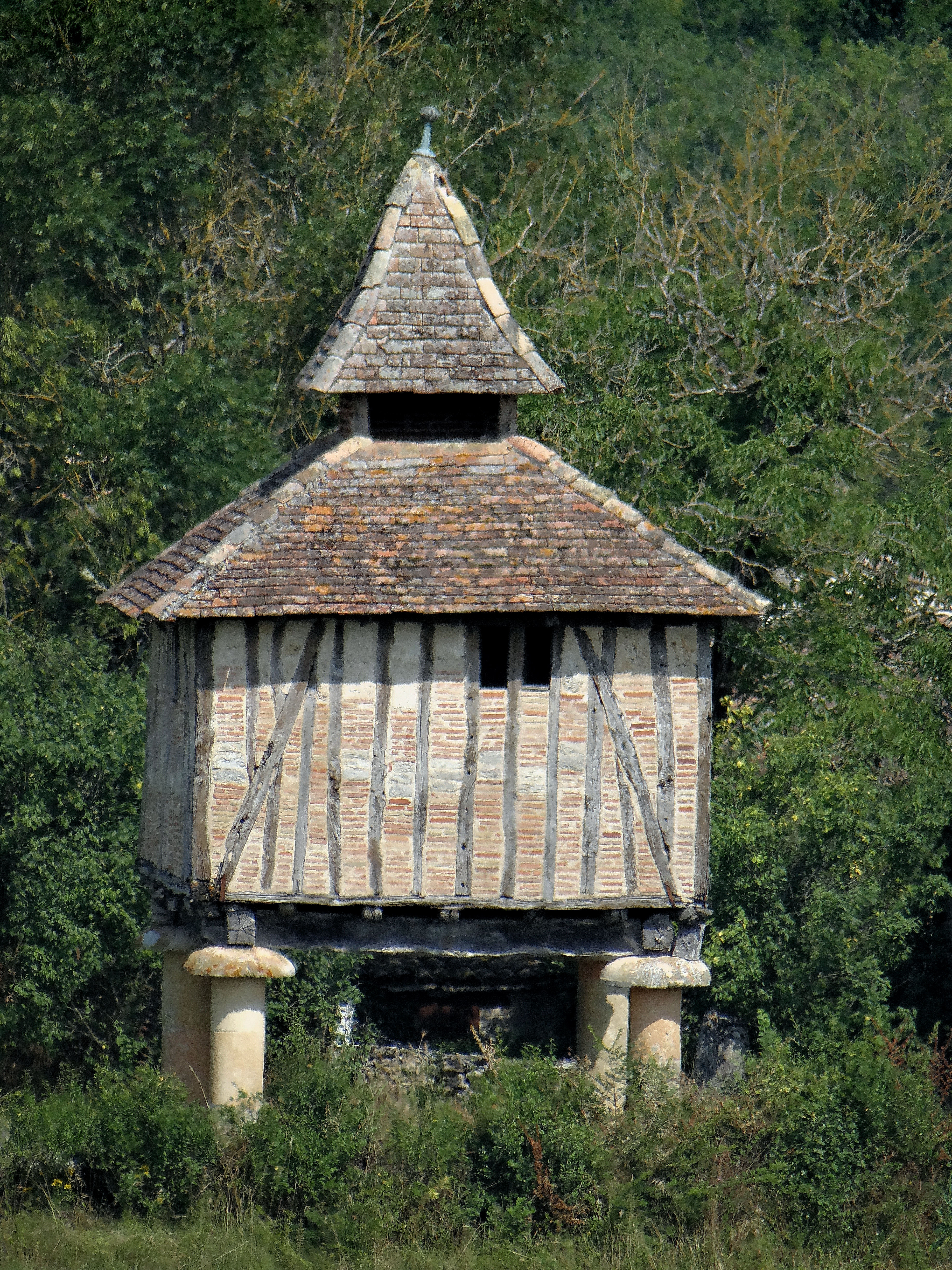
Pigeonnier de Racanière en 2013.
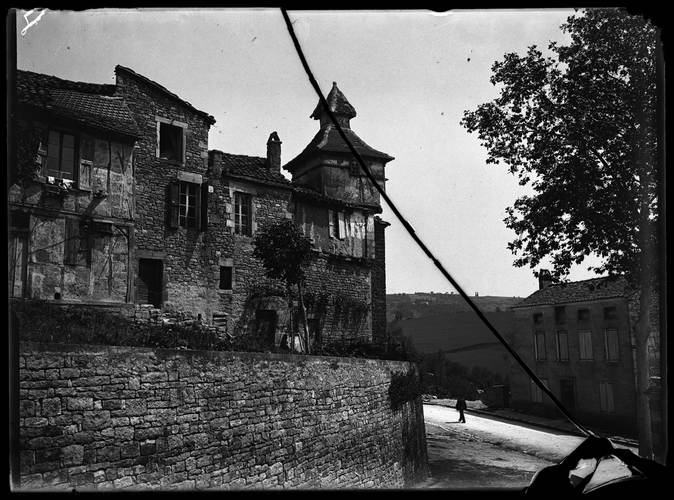
Pigeonnier de Racanière en 1906.

### Personnalités liées à la commune
- Étienne Lagentie, procureur-syndic au début de la Révolution, traducteur d'Edmund Burke en français.
- Léon Pagès (1810-1887), homme politique né à Caylus, maire de Saint-Antonin-Noble-Val, député de Tarn-et-Garonne de 1876 à 1877 et de 1881 à 1885.
- Le père Évariste Huc (1813-1860), missionnaire en Chine et au Tibet et auteur des Souvenirs d'un voyage dans la Tartarie et le Tibet, est né à Caylus.
- Maurice Rajaud, un habitant de Caylus, est mort volontaire en Espagne, lors de la guerre civile[66].
- Antoine Edmond de la Contrie-Perdrix, Chevalier de la Motte et des Granges[67].

### Caylus dans les arts
- Deux jeux de société, Caylus et Caylus Magna Carta, respectivement sortis en 2005 et 2007, prennent pour cadre la commune de Caylus.
- Caylus est un lieu important dans le roman de cape et d'épée Le Bossu de Paul Féval.

## Pour approfondir